# Hisper Rispervisper och Krydolf
Hisper Rispervisper och Krydolf (i original Fester Bestertester & Karbunkle) är återkommande figurer i serier av Don Martin. Den baksluge Hisper och hans naive följeslagare Krydolf råkar ut för de mest osannolika äventyr, bl.a. upptäcker Hisper att Krydolf har ett extremt hårt huvud, vilket de bestämmer sig för att börja tjäna pengar på.
Serier om Hisper Rispervisper och Krydolf har publicerats på svenska i bland annat Mad Pocket och serietidningen Don Martin.